# Сальников, Михаил Степанович
Михаил Степанович Сальников (1919—1978) — старшина Советской Армии, участник Великой Отечественной войны, Герой Советского Союза (1945).

## Биография
Михаил Сальников родился 21 ноября 1919 года в Севастополе. После окончания пяти классов школы работал трактористом. В 1937 году Сальников был призван на службу в Рабоче-крестьянскую Красную Армию. Участвовал в боях советско-финской войны. С начала Великой Отечественной войны — на её фронтах.
К июню 1944 года старшина Михаил Сальников был механиком-водителем танка 152-й танковой бригады 8-й армии Ленинградского фронта. Отличился во время освобождения Эстонской ССР. 18 июня 1944 года во время боёв к северу от Тарту экипаж Сальникова уничтожил 1 противотанковое орудие, 4 автомашины, 2 бронетранспортёра, 4 дзота и несколько десятков солдат и офицеров противника.
Указом Президиума Верховного Совета СССР от 24 марта 1945 года старшина Михаил Сальников был удостоен высокого звания Героя Советского Союза с вручением ордена Ленина и медали «Золотая Звезда».
В 1947 году Сальников был демобилизован. Проживал и работал в Ленинграде. Скончался 12 апреля 1978 года.
Был также награждён двумя орденами Красной Звезды, орденом Славы 3-й степени и рядом медалей.

Могила Сальникова на Северном кладбище Санкт-Петербурга.